# 드니즈 뒤발
드니즈 뒤발(Denise Duval, 1921년 10월 23일 ~ 2016년 1월 25일)은 프랑스의 소프라노로, 프랑시스 풀랑크의 작품을 부른 것으로 유명하다. 《티레시아스의 유방》에서 테레제역을, 《인간의 목소리 (1958)》에서 엘레 역을, 《카르멜회 수녀들의 대화 (1957)》에서 블랑셰 역 등을 맡아 많은 녹음을 남겼다.

## 생애

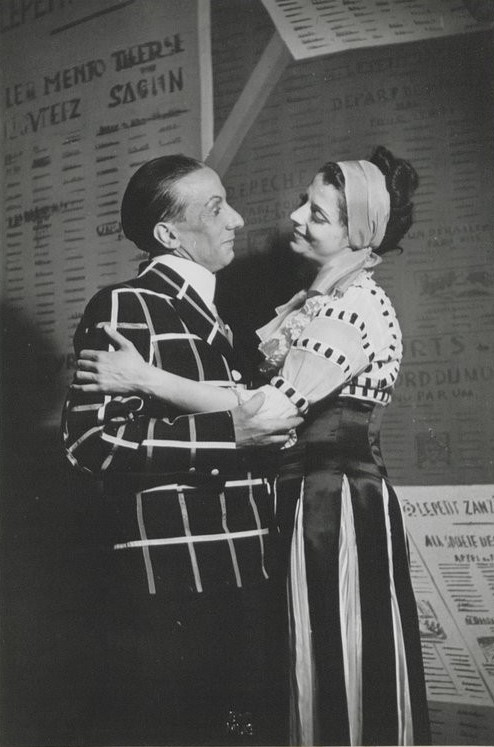
1947년 《티레시아스의 유방》에서의 폴 파예(Paul Payen)와 드니즈 뒤발

뒤발은 파리에서 태어나 리부른에서 고등학교를 나왔다. 그의 아버지는 대령으로 그녀가 보르도의 음악학교에서 연극을 전공하는 것을 허락했고, 여기서 주목을 받아 갸스통 풀레의 지지 하에 성악으로 전과한다. 1942년 보르도 대극장에서 《카발레리아 루스티카나》로 데뷔하여 배역을 매우 잘 소화했다는 평가를 받아 이후 보르도의 다른 작품에서도 주연을 맡는다.
파리에서 오페라 오디션을 보지만 좌절한다. 그러나 곧 폴리베르제르에 고용되어 많은 레뷔를 통해 무대경험을 쌓아 좋은 평가를 받는다. 이후 오네게르의 오페라 《레글롱L'Aiglon》의 오디션을 보지만 실패하여, 1947년 3월 5일 《나비 부인》으로 데뷔한다. 같은해 《티레시아스의 유방》에 출연할 성악가를 찾던 풀랑크에게 발견되어 이후 풀랑크가 죽을 때까지 그의 무대에서 노래를 부른다. 또한 같은 해 파리 국립 오페라에서 리하르트 슈트라우스의 《살로메》에 출연하고, 이후 《타이스》, 《이스의 임금님Le Roi d'Ys》 등에도 출연한다.
이탈리아의 스칼라 극장, 에든버러 축제, 부에노스아이레스, 글라인드본에서도 노래를 부른다. 몬테카를로에서는 《세 개의 오렌지에 대한 사랑》, 《라 보엠》, 《미디엄》 등에 출연한다.
1960년 풀랑크는 그녀와 그녀의 6살난 아들을 위해 연가곡 《작은 밀짚La Courte Paille》을 쓰지만, 이를 그녀가 초연하지는 않는다. 이후 1961년에는 《몬테 카를로의 여인》을 그녀에게 바친다.
코티존 남용에 따라 1965년 은퇴해 남편이 지은 스위스의 집으로 이사하지만, 프랑스 음악학교의 교사직은 유지한다. 대단한 희극적 센스가 있는 아름다운 여성이라는 평가를 받는다.
2003년에는 그녀의 전기가 출판된다.

## 참고 문헌
- Warrack, John and West, Ewan (1992), The Oxford Dictionary of Opera, 782 pages,  ISBN 0-19-869164-5